# Wonyoung
Jang Won-young (em coreano:  장원영; Yongsan-gu, 31 de agosto de 2004), também conhecida apenas como Wonyoung, é uma cantora sul-coreana. Ela é membro do grupo feminino sul-coreano Ive, da Starship Entertainment, e ex-membro do grupo feminino Iz*One, sendo que terminou em primeiro lugar no reality show de sobrevivência da Mnet, o Produce 48, responsável pela criação de seu antigo grupo.

## Discografia

### Créditos de composição
Todos os créditos das canções são adaptados do banco de dados da Korea Music Copyright Association, salvo indicação em contrário.
| Ano  | Artista | Canção          | Álbum         | Letrista  | Letrista                                           | Compositor | Compositor |
| Ano  | Artista | Canção          | Álbum         | Creditada | Com                                                | Creditada  | Com        |
| ---- | ------- | --------------- | ------------- | --------- | -------------------------------------------------- | ---------- | ---------- |
| 2020 | Iz*One  | "DREAMLIKE"     | Bloom*Iz      | Yes       | Yoon Sang Jo, Kang Yeon Wook                       | Não        | N/A        |
| 2020 | Iz*One  | "With*One"      | Oneiric Diary | Yes       | Integrantes do Iz*One, Jung Sunh Min, Shin Yong Su | Não        | N/A        |
| 2023 | Ive     | "Mine"          | 'I've IVE     | Yes       | —                                                  | Não        | N/A        |
| 2023 | Ive     | "Shine With Me" | 'I've IVE     | Yes       | —                                                  | Não        | N/A        |
| 2023 | Ive     | "OTT"           | I'VE MINE     | Yes       | —                                                  | Não        | N/A        |
| 2024 | Ive     | "Blue Heart"    | IVE SWITCH    | Yes       | —                                                  | Não        | N/A        |
| 2025 | Ive     | "Attitude"      | IVE EMPATHY   | Yes       | Seo Ji Eum, Nietzsche                              | Não        | N/A        |
| 2025 | Ive     | "XOXZ"          | IVE           | Yes       | Seo Ji-eum, Hwang Yu-bin (XYXX)                    | Não        | N/A        |

## Videografia

### Videoclipes
| Ano  | Título         | Diretor(es)   | Duração | Ref.  |
| ---- | -------------- | ------------- | ------- | ----- |
| 2022 | "Blue & Black" | Choi Young-ji | 3:37    | [ 3 ] |

### Aparições em videoclipes
| Ano  | Artista | Título            | Ref.  |
| ---- | ------- | ----------------- | ----- |
| 2018 | YDPP    | "Love It Live It" | [ 4 ] |